# Velika Polana
 Velika Polana  (Nagypalina en hongrois) est une commune située dans la région du Prekmurje au nord-est de la Slovénie.

## Géographie
La commune est située au nord-est de la Slovénie non loin de la frontière avec la Hongrie dans la région dénommée Prekmurje. Le paysage est composé de champs abritant par exemple des tournesols.

### Villages
Brezovica, Mala Polana et Velika Polana.

## Démographie
Entre 1999 et 2021, la population de la commune de Velika Polana est restée assez stable, aux alentours de 1 500 habitants,.
Évolution démographique
| 1999  | 2000  | 2001  | 2002  | 2003  | 2004  | 2005  | 2006  | 2007  |
| ----- | ----- | ----- | ----- | ----- | ----- | ----- | ----- | ----- |
| 1 575 | 1 581 | 1 569 | 1 565 | 1 557 | 1 549 | 1 553 | 1 535 | 1 528 |
| 2008  | 2009  | 2010  | 2011  | 2012  | 2013  | 2014  | 2015  | 2016  |
| 1 520 | 1 483 | 1 459 | 1 491 | 1 489 | 1 469 | 1 456 | 1 439 | 1 449 |
| 2017  | 2018  | 2019  | 2020  | 2021  |       |       |       |       |
| 1 443 | 1 439 | 1 416 | 1 392 | 1 380 |       |       |       |       |

## Personnages célèbres
- Miško Kranjec, écrivain.